# Loco Loco
«Loco Loco» (с исп. — «Безумный безумный») — песня сербской группы Hurricane, с которой представляла Сербию на конкурсе «Евровидение-2021» в Роттердаме, Нидерланды.

## Евровидение
17 декабря 2020 года РТС подтвердила, что Hurricane будет представлять Сербию в 2021 году.
65-й конкурс «Евровидение» прошёл в Роттердаме, Нидерланды и состоял из двух полуфиналов 18 мая и 20 мая 2021 года, а финал состоялся 22 мая 2021 года. 17 ноября 2020 года было объявлено, что Сербия выступит в первой половине второго полуфинала конкурса. Песня прошла в финал и заняла 15-е место со 102 очками. Несмотря на низкие баллы от жюри, песня всё же сумела достичь 9-го места среди зрителей.